# Colophon whitei
Colophon whitei is een keversoort uit de familie vliegende herten (Lucanidae). De wetenschappelijke naam van de soort werd voor het eerst geldig gepubliceerd in 1932 door Barnard.